# Franca
För andra betydelser, se Franca (olika betydelser).
Franca är en stad och kommun i Brasilien och ligger i delstaten São Paulo. Staden är belägen nära gränsen till Minas Gerais. Kommunen hade år 2014 cirka 340 000 invånare.